# 라 가비아역
라 가비아 역(스페인어: La Gavia)은 마드리드 지하철 1호선의 역이다. 마드리드 비야데바예카스 구의 엔산체 데 바예카스 대로와 가비아 대로가 만나는 교차로 지하에 위치해 있다. 요금구역상으로는 A구역에 속한다.

## 역사
2007년 5월 16일 1호선의 콩고스토 - 발데카로스 구간 연장 개통과 함께 영업에 들어갔다. 역명은 역 부근에 있는 라 가비아 대로에서 따왔다.

## 환승 정보
역 주변에 시내버스 정류장이 있으며 주간노선인 145번, 야간노선인 N9번 버스가 다닌다.
| 마드리드 지하철             | 마드리드 지하철       | 마드리드 지하철            |
| --------------------------- | --------------------- | -------------------------- |
| 콩고스토 피나르 데 차마르틴 | 마드리드 지하철 1호선 | 라스 수에르테스 발데카로스 |